# Bernard Meunier
Pour les articles homonymes, voir Meunier.
Bernard Meunier, né le 11 mars 1947, est un chimiste et universitaire français. Il est membre de l'Académie des sciences depuis 1999.

## Carrière
Après un doctorat de troisième cycle à l'université de Montpellier en novembre 1971 sous la direction de Robert Corriu, il obtient un doctorat d'État à l'université Paris-Sud à Orsay en juin 1977 (avec Hugh Felkin comme directeur de thèse). Après un post-doctorat à l'université d'Oxford (septembre 1977 - août 1978) il rejoint le Laboratoire de chimie de coordination du CNRS à Toulouse en septembre 1979. Entré au CNRS en janvier 1973 à Gif-sur-Yvette à l'Institut de chimie des substances naturelles du CNRS, il en a gravi tous les échelons pour devenir directeur de recherche spécialisé dans la chimie de l'oxydation, notamment dans le domaine de la biologie et la chimie thérapeutique (antitumoraux, antiparasitaires et régulateurs de l'homéostasie du cuivre dans la maladie d'Alzheimer). De 1993 à 2006, il a été successivement maître de conférences, puis professeur chargé de cours à l'École polytechnique. Il a été nommé président du CNRS le 20 octobre 2004, poste qu'il occupe jusqu'à sa démission le 5 janvier 2006. Il est directeur de recherche émérite au CNRS depuis septembre 2012 et professeur invité à l'université de technologie du Guangdong à Canton (Chine) depuis cette même date.

## Distinctions

### Prix
- Médaille d'argent du CNRS en 1991
- Prix Clavel-Lespieau de l'Académie des sciences en 1997
- Prix Descartes-Huygens en 2001
- Prix Humboldt en 2002
- Grand prix Achille-Le-Bel de la Société chimique de France en 2007
- Élu le 11 décembre 2012 à la vice-présidence de l'Académie des sciences pour la période 2013-2014
- Élu le 18 novembre 2014 à la présidence de l'Académie des sciences pour la période 2015-2016
- Prix du Cercle d'Oc (Toulouse) en 2015

### Honneurs
- Membre de l'Académie des sciences depuis le 22 novembre 1999[2]

- Membre correspondant de l'Académie des sciences, inscriptions et belles-lettres de Toulouse (Classe des sciences) en 2001[3]
- Membre étranger de l'Académie des sciences de Pologne depuis 2005
- Membre titulaire de l'Académie des sciences, inscriptions et belles-lettres de Toulouse (Classe des sciences) en 2009[3]
- Membre associé honoraire de l'Académie nationale de pharmacie depuis le 4 décembre 2013
- Professeur invité au Collège de France pour l'année 2014-2015 (chaire d'Innovation technologique Liliane Bettencourt). Son cours est intitulé « innovation thérapeutique : évolutions et tendances

### Décorations
- Officier de la Légion d'honneur par décret du 3 avril 2015[4], chevalier le 14 novembre 2006

## Publications
- Bernard Meunier (Leçon inaugurale prononcée le jeudi 6 novembre 2014), L'innovation thérapeutique : évolution et tendances, Paris, Collège de France Fayard, coll. « Leçon inaugurale » (no 250), 2015, 77 p. (ISBN 978-2-213-68691-2, OCLC 911496656)
- L'homme oublié du canal de Panama, Adolphe Godin de Lépinay, CNRS Éditions, Paris, 2018,  (ISBN 978-2-271-09516-9)
- Chimique, vous osez dire chimique ?, CNRS Éditions, Paris, 2022  (ISBN 978-2-271-14167-5)
- L'insoutenable dette publique de la France, Éditions l'Harmattan, Paris, 2024  (ISBN 978-2-336-45829-8)

## Source
- Bernard Meunier sur le site du CNRS